# Myzostoma quadrifilum
Myzostoma quadrifilum is een ringworm uit de familie Myzostomatidae.
Myzostoma quadrifilum werd in 1884 voor het eerst wetenschappelijk beschreven door Graff.